# 斯諾德格拉斯島

斯諾德格拉斯島（英語：Snodgrass Island）是南極洲的島嶼，處於皮克維克島東北面，屬於比斯科群島的一部分，長4.6公里，在1957年被繪入阿根廷地圖，現時由南極條約體系管理。